# Death of a President
Death of a President är en brittisk film från 2006. 
Filmen handlar om ett fiktivt mord på USA:s president George W Bush. I filmen äger mordet rum under ett ekonomiskt möte den 17 oktober 2007, där presidenten inbjudits att tala. 
I USA har den varit omdebatterad. Många kritiker har dock gillat den, och den blev prisad på filmfestivalen i Toronto.